# Colligny
Pour l’article ayant un titre homophone, voir Coligny.
Colligny est une commune déléguée de Colligny-Maizery et une ancienne commune française située dans le département de la Moselle en région Grand Est.

## Géographie
Colligny se situe à environ sept kilomètres à l’est de la périphérie de Metz vers Pange.

## Toponymie
Le nom de la localité est mentionné sous les formes de Collau en 977; Colini en 993; Colinei en 1292.
La similitude des formes anciennes avec celle d'un autre Coligny (Marne) (Colegni vers 1252) incite Albert Dauzat et Charles Rostaing à proposer un hypothétique *Colliniacum, basé sur le nom de personne gallo-romain Collinius(écrit avec deux l), suivi du suffixe -acum, d'origine gauloise et marquant la localisation ou la propriété. On trouve pourtant la variante [?] Colinius semble-t-il. Par ailleurs, ils suggèrent aussi un éventuel rapprochement avec Colognac (Colonhiacum 1384) et Coligny (Ain) (Coloniacum 974) qu'ils attribuent tous deux à l'anthroponyme Colonius. Pour cette seconde hypothèse, le passage de /o/ à /i/ fait cependant difficulté. 
Pierre-Yves Lambert propose encore le celtique (gaulois) *kolino « houx » (vieux breton colaenn, breton kelenn ; gallois celyn ;  irlandais cuileann « houx ») pour interpréter le premier élément. Colligny serait alors à interpréter comme un *kolin-iāko- (> gaulois *Coliniacon), équivalent des Kelennec (cf. Quelneuc) bretons, Clynnog gallois et Cuilneach irlandais, et signifierait donc « houssaie, endroit planté de houx ». L'association d'un nom d'arbre ou de végétaux avec le suffixe -acum (< *-ācon) ne doit pas surprendre car elle est identifiée par ailleurs dans le toponyme Épernay, composé du gaulois *sparno- « épine, aubépine » + *-ācon > Sparnacum > Spernaco, comparable au breton spernec « lieu planté d'épines, d'aubépines » cf. Le Spernec à Sarzeau, vieux cornique spernic.
Durant l’annexion, le nom allemand du village demeure Colligny (1916-1918), puis Kollingen (1940-1944). En lorrain Coïni.

## Histoire
Les premières traces d’habitation du village datent de l’époque gallo-romaine : une villa gallo-romaine a été mise au jour lors de la réfection de la route départementale 4. D’autres fouilles sont en cours au niveau de la construction du lotissement  Le Domaine de Pange. Les archéologues y ont mis au jour les fondations d’un bâtiment agricole du Ier siècle.
Le village fait partie d’une enclave du duché de Lorraine dans les terres de la principauté épiscopale de Metz. Il fait partie du Pays messin.
En 1792, sous le nouveau gouvernement révolutionnaire, Colligny obtient le statut de commune à part entière.
En 1844, le village compte 207 habitants pour 38 maisons. L’école est fréquentée par 36 garçons et 16 filles. Les revenus de l'instituteur sont de 360 fr. Le village possède 364 ha de territoires productifs dont 45 en bois et 2 en friches.
De cette commune sont issues les lignées seigneuriales Maclot, Balbo et Thomas de Colligny.
La commune fut rattachée au canton de Pange le 21 novembre 1801 (29 vendémiaire de l’an X), elle appartenait auparavant au canton de d’Ars-Laquenexy.
En août 1840, la commune entreprend la construction d’une fontaine, d’un gué à chevaux et d’un lavoir couvert.
L’école de Colligny fut ouverte en 1845, les plans de l’école furent dessinés par l’instituteur de l’époque M. Faulin.
État économique du village en 1860 : on compte à cette époque deux marchands de bois, onze coquetiers, six tisserands, deux menuisiers, un maréchal-ferrant, un tonnelier, un charron, deux maçons et deux épiciers.
Lors de la guerre de 1870, Colligny fut le siège de deux postes de secours prussiens durant la bataille de Borny-Colombey.
Juin 1914, arrivée du téléphone à Colligny.
En 1940, les expulsés de Colligny trouvèrent refuge en Dordogne dans le village de Neuvic.
Une exposition retraçant la vie de la commune en photos est prévue pour 2010.
Elle fusionne le 1er juin 2016 avec la commune de Maizery pour former la commune nouvelle de Colligny-Maizery où l'ancienne commune devient une commune déléguée et le chef-lieu de la nouvelle commune.

## Politique et administration

### Liste des maires successifs
| Période                                  | Période         | Identité           | Étiquette | Qualité |
| ---------------------------------------- | --------------- | ------------------ | --------- | ------- |
| Les données manquantes sont à compléter. |                 |                    |           |         |
| an VIII                                  | 1806            | François Sallerin  |           |         |
| 1806                                     | 1806            | Nicolas Georgin    |           |         |
| 1806                                     |                 | Dominique Sallerin |           |         |
| mars 1983                                | 2008            | Léon Kircher       |           |         |
| mars 2008                                | 13 février 2009 | Jean-Michel Scheck |           |         |
| 29 mars 2009                             | 31 mai 2016     | Francine Konieczny |           |         |

### Liste des maires délégués
| Période       | Période  | Identité           | Étiquette | Qualité |
| ------------- | -------- | ------------------ | --------- | ------- |
| 1er juin 2016 | En cours | Francine Konieczny |           |         |

## Population et société

### Démographie
En 1844, le village compte 207 individus dans 38 maisons.

L'évolution du nombre d'habitants est connue à travers les recensements de la population effectués dans la commune depuis 1793. À partir du 1er janvier 2009, les populations légales des communes sont publiées annuellement dans le cadre d'un recensement qui repose désormais sur une collecte d'information annuelle, concernant successivement tous les territoires communaux au cours d'une période de cinq ans. 
Pour les communes de moins de 10 000 habitants, une enquête de recensement portant sur toute la population est réalisée tous les cinq ans, les populations légales des années intermédiaires étant quant à elles estimées par interpolation ou extrapolation. Pour la commune, le premier recensement exhaustif entrant dans le cadre du nouveau dispositif a été réalisé en 2008,.
En 2014, la commune comptait 387 habitants, en évolution de +24,04 % par rapport à 2009 (Moselle : +0,02 %, France hors Mayotte : +2,49 %).
| 1793 | 1800 | 1806 | 1821 | 1836 | 1841 | 1861 | 1866 | 1871 |
| ---- | ---- | ---- | ---- | ---- | ---- | ---- | ---- | ---- |
| 147  | 168  | 208  | 233  | 242  | 207  | 198  | 178  | 150  |

| 1875 | 1880 | 1885 | 1890 | 1895 | 1900 | 1905 | 1910 | 1921 |
| ---- | ---- | ---- | ---- | ---- | ---- | ---- | ---- | ---- |
| 164  | 182  | 158  | 152  | 153  | 152  | 161  | 161  | 124  |

| 1926 | 1931 | 1936 | 1946 | 1954 | 1962 | 1968 | 1975 | 1982 |
| ---- | ---- | ---- | ---- | ---- | ---- | ---- | ---- | ---- |
| 106  | 103  | 105  | 101  | 107  | 96   | 106  | 116  | 227  |

| 1990 | 1999 | 2008 | 2013 | 2014 | - | - | - | - |
| ---- | ---- | ---- | ---- | ---- | - | - | - | - |
| 254  | 323  | 307  | 377  | 387  | - | - | - | - |

### Associations
- L’association Le Lys organise des sorties et de jeux de cartes pour les habitants de la commune ;
- la MJC Les Copiots organise un vide-grenier, le feu de la Saint-Jean et un tournoi de volley-ball.

## Économie
Une pizzeria, un restaurant et deux gîtes ruraux sont installés dans la commune.

## Culture locale et patrimoine

### Lieux et monuments
- Vieille ferme lorraine dite  du Colombier : une grande porte voutée en pierre de Jaumont et un colombier qui ne touche pas terre accessible avec une échelle, à l’intérieur une poutre centrale tournant sur elle-même permet d’avoir des nids du sol au plafond[4].
- Lavoir du XIXe siècle.

### Édifice religieux
- Commune sans église[10].

Le village n'ayant pas d'église, les paroissiens se rendent à la messe dans les églises des villages voisins (Ogy, Silly-sur-Nied, Pange et Laquenexy).

### Héraldique
| Blason de Colligny | Blason  | D'azur au lis de jardin d'argent, tigé et feuillé de sinople, accosté de deux épis de blé d'or, le tout mouvant d'un croissant d'argent. |
| Blason de Colligny | Détails | Les armes de la commune sont celles de la famille Baldo qui a possédé la seigneurie du XVIe au XVIIIe siècle.                            |

## Pour approfondir